# Copa de Liechtenstein 2014-15
La Copa de Liechtenstein 2014-15 fue la 70.ª edición de la Copa de Liechtenstein el torneo de clubes más importante organizado por la  Asociación de Fútbol de Liechtenstein. En ella pueden participar los equipos B e incluso equipos C de los Clubes Profesionales, en algunos casos equipos específicos por nacionalidades donde juegan jugadores amateur.
El Vaduz se coronó campeón y obtuvo el 43.º trofeo de su historia tras vencer en la final al Triesenberg por 5-0.

## Sistema de competición
El torneo consta de cinco rondas, todas las cuales serán disputadas por eliminación directa en un solo partido.

### Clasificación a torneos internacionales
El campeón del torneo se clasificó  para la primera ronda de la Liga Europa de la UEFA 2015-16.

## Equipos participantes
| Liga                           | Club                                                                      |
| ------------------------------ | ------------------------------------------------------------------------- |
| Superliga de Suiza 2014-15 (1) | Vaduz                                                                     |
| 1. Liga 2014-15 (4)            | Balzers Eschen/Mauren                                                     |
| 2. Liga 2014-15 (6)            | Vaduz II                                                                  |
| 3.Liga 2014-15 (7)             | Balzers II Ruggel Schaan Triesen Triesenberg                              |
| 4. Liga 2014-15 (8)            | Balzers III Eschen/Mauren II Triesen II                                   |
| 5. Liga 2014-15 (9)            | Eschen/Mauren III Ruggel II Schaan II Schaan III Triesenberg II Vaduz III |

## Rondas Preliminares

### Primera Ronda
| Local             | Resultado      | Visitante        | Fecha                | Estadio                 |
| ----------------- | -------------- | ---------------- | -------------------- | ----------------------- |
| Balzers II        | 1 – 1 (4:1 p.) | Triesen          | 26 de agosto de 2014 | Sportplatz Rheina       |
| Triesen II        | 1 – 7          | Schaan           | 26 de agosto de 2014 | Sportplatz Blumenau     |
| Eschen/Mauren III | 1 – 0          | Triesenberg II   | 27 de agosto de 2014 | Sportpark Eschen-Mauren |
| Schaan II         | 0 – 2          | Triesenberg      | 27 de agosto de 2014 | Sportplatz Rheinwiese   |
| Balzers III       | 0 – 4          | Eschen/Mauren II | 27 de agosto de 2014 | Sportplatz Rheinau      |
| Vaduz III         | 0 – 3          | Ruggell II       | 27 de agosto de 2014 | Rheinpark Stadion       |

### Segunda Ronda
| Local             | Resultado | Visitante   | Fecha                    | Estadio                 |
| ----------------- | --------- | ----------- | ------------------------ | ----------------------- |
| Eschen/Mauren II  | 0 – 7     | Balzers     | 30 de septiembre de 2014 | Sportpark Eschen-Mauren |
| Ruggell II        | 1 – 3     | Balzers II  | 30 de septiembre de 2014 | Freizeitpark Widau      |
| Schaan            | 1 – 4     | Vaduz II    | 1 de octubre de 2014     | Sportplatz Rheinwiese   |
| Eschen/Mauren III | 0 – 1     | Triesenberg | 14 de octubre de 2014    | Sportpark Eschen-Mauren |

## Etapa Final
|  | Cuartos de final                                        | Cuartos de final                                        |             |                 | Semifinales         | Semifinales         |  |       | Final              | Final              |  |
|  | 4-5 de noviembre de 2014 31 de marzo-7 de abril de 2015 | 4-5 de noviembre de 2014 31 de marzo-7 de abril de 2015 |             |                 | 21 de abril de 2015 | 21 de abril de 2015 |  |       | 13 de mayo de 2015 | 13 de mayo de 2015 |  |
|  |                                                         |                                                         |             |                 |                     |                     |  |       |                    |                    |  |
|  |                                                         |                                                         |             |                 |                     |                     |  |       |                    |                    |  |
|  | Schaan Azurri                                           | 0                                                       |             |                 |                     |                     |  |       |                    |                    |  |
|  | Schaan Azurri                                           | 0                                                       |             |                 |                     |                     |  |       |                    |                    |  |
|  | - Eschen/Mauren                                         | 5                                                       |             |                 |                     |                     |  |       |                    |                    |  |
|  | - Eschen/Mauren                                         | 5                                                       |             | - Eschen/Mauren | 0                   |                     |  |       |                    |                    |  |
|  |                                                         |                                                         |             | - Eschen/Mauren | 0                   |                     |  |       |                    |                    |  |
|  |                                                         |                                                         | Vaduz       | 2               |                     |                     |  |       |                    |                    |  |
|  | Ruggell                                                 | 1                                                       | Vaduz       | 2               |                     |                     |  |       |                    |                    |  |
|  | Ruggell                                                 | 1                                                       |             |                 |                     |                     |  |       |                    |                    |  |
|  | Vaduz (t.s.)                                            | 2                                                       |             |                 |                     |                     |  |       |                    |                    |  |
|  | Vaduz (t.s.)                                            | 2                                                       |             |                 |                     |                     |  | Vaduz | 5                  |                    |  |
|  |                                                         |                                                         |             |                 |                     |                     |  | Vaduz | 5                  |                    |  |
|  |                                                         |                                                         | Triesenberg | 0               |                     |                     |  |       |                    |                    |  |
|  | Triesenberg                                             | 2                                                       | Triesenberg | 0               |                     |                     |  |       |                    |                    |  |
|  | Triesenberg                                             | 2                                                       |             |                 |                     |                     |  |       |                    |                    |  |
|  | Balzers II                                              | 0                                                       |             |                 |                     |                     |  |       |                    |                    |  |
|  | Balzers II                                              | 0                                                       |             | Triesenberg     | 1                   |                     |  |       |                    |                    |  |
|  |                                                         |                                                         |             | Triesenberg     | 1                   |                     |  |       |                    |                    |  |
|  |                                                         |                                                         | Vaduz U23   | 0               |                     |                     |  |       |                    |                    |  |
|  | Vaduz U23                                               | 3                                                       | Vaduz U23   | 0               |                     |                     |  |       |                    |                    |  |
|  | Vaduz U23                                               | 3                                                       |             |                 |                     |                     |  |       |                    |                    |  |
|  | Balzers                                                 | 1                                                       |             |                 |                     |                     |  |       |                    |                    |  |
|  | Balzers                                                 | 1                                                       |             |                 |                     |                     |  |       |                    |                    |  |
|  |                                                         |                                                         |             |                 |                     |                     |  |       |                    |                    |  |

### Cuartos de final
| 4 de noviembre de 2014, 20:00 | Schaan Azurri | 0:5 (0:3) | Eschen/Mauren                                                       | Sportplatz Rheinwiese, Schaan |                              |
|                               |               | Reporte   | - 13' Willi - 31' Lipovac - 33' Kieber - 68' Barandun - 90' Bärtsch | Árbitro(s): Goran Vrsajkovic  | Árbitro(s): Goran Vrsajkovic |

| 5 de noviembre de 2014, 20:00 | Ruggell         | 1:2 (1:0) (t. s.)(0:1 t. s.) | Vaduz                         | Freizeitpark Widau, Ruggell |                           |
|                               | - Xhymshiti 30' | Reporte                      | - 87' Ciccone - 120+1' Sutter | Árbitro(s): Fabian Hänggi   | Árbitro(s): Fabian Hänggi |

| 31 de marzo de 2015, 20:00 | Triesenberg                  | 2:0 (2:0) | Balzers II | Sportanlage Leitawis, Triesenberg |                            |
|                            | - Sprenger 6' - Barandun 34' | Reporte   |            | Árbitro(s): Vincenzo Oliva        | Árbitro(s): Vincenzo Oliva |

| 7 de abril de 2015, 20:00 | Vaduz U23           | 3:1 (0:0) | Balzers    | Rheinpark Stadion, Vaduz   |                            |
|                           | - Bless 48' 60' 80' | Reporte   | - 69' Erne | Árbitro(s): Mehmed Ljatifi | Árbitro(s): Mehmed Ljatifi |

### Semifinales
| 21 de abril de 2015, 19:30 | Eschen/Mauren | 0:2 (0:1) | Vaduz                     | Sportpark Eschen-Mauren, Eschen                           |                                                           |
|                            |               | Reporte   | - 29' Hasler - 88' Sutter | Asistencia: 650 espectadores Árbitro(s): Pascal Erlachner | Asistencia: 650 espectadores Árbitro(s): Pascal Erlachner |

| 21 de abril de 2015, 20:00 | Triesenberg | 1:0 (0:0) (t. s.)(1:0 t. s.) | Vaduz U23 | Sportanlage Leitawis, Triesenberg |                           |
|                            | - Beck 114' | Reporte                      |           | Árbitro(s): Adis Ponjevic         | Árbitro(s): Adis Ponjevic |

### Final
| 13 de mayo de 2015, 18:30 | Vaduz                                                              | 5:0 (3:0) | Triesenberg | Sportpark Eschen-Mauren, Eschen                       |                                                       |
|                           | - Abegglen 21' - Muntwiler 26' - Schürpf 29' - Lang 63' - Sara 90' | Reporte   |             | Asistencia: 919 espectadores Árbitro(s): Sascha Amhof | Asistencia: 919 espectadores Árbitro(s): Sascha Amhof |

|                   |
| Vaduz 43.º título |

## Clasificado a la Liga Europea de la UEFA 2015-16
| FC Vaduz |